# Commandement général (Syrie)
Le Commandement général (en arabe : القيادة العامة-سوريا) est l'organe exécutif mis en place en Syrie par l'Administration des opérations militaires menée par le groupe rebelle islamiste Hayat Tahrir al-Cham (HTC), après la chute du régime Assad en décembre 2024.
Son chef est le commandant djihadiste Ahmed al-Charaa, aussi connu sous le nom de guerre de Abou Mohammed al-Joulani, également commandant en chef des opérations militaires et de Hayat Tahrir al-Cham. 

## Historique
Le 9 décembre 2024, le Commandement général nomme l'ingénieur syrien Mohammed al-Bachir au poste de Premier ministre. Il prend ses fonctions le lendemain et il est prévu qu'il les conserve jusqu'au 1er mars 2025, date prévue du lancement d'un « processus constitutionnel ». 
Le 21 décembre 2024, le Commandement général nomme en tant que ministre de la Défense le commandant djihadiste Mourhaf Abou Qasra au sein du gouvernement de transition,. Il procède également à la nomination d'Assaad Hassan el-Chibani en tant que ministre des Affaires étrangères. Assaad Al-Chibani aurait participé à la révolution syrienne dès 2011 et a participé à la création du gouvernement de salut syrien,.
Le 21 décembre, le Commandement général procède à la nomination d'Assaad Hassan el-Chibani à titre de ministre des Affaires étrangères. Assaad Al-Chibani aurait participé à la révolution syrienne dès 2011 et a participé à la création du gouvernement de salut syrien,.

## Composition
- Ahmed al-Charaa, commandant en chef